# Lycaste
Lycaste Lindl. 1843 è un genere di piante della famiglia delle Orchidacee.

## Descrizione
Il genere comprende specie per lo più epifite, in piccola parte terrestri o litofite, provviste di pseudobulbi dai cui apici si sviluppano le foglie per lo più lanceolate e con evidenti nervature.

## Distribuzione e habitat
Il genere ha un areale neotropicale.

## Tassonomia
Comprende le seguenti specie:
- Lycaste angelae Oakeley, 2008
- Lycaste annakamilae Archila, Szlach. & Chiron, 2015
- Lycaste aromatica (Graham) Lindl., 1843
- Lycaste bermudezii (Archila) J.M.H.Shaw, 2014
- Lycaste bradeorum Schltr., 1923
- Lycaste brevispatha (Klotzsch) Lindl. & Paxton, 1852
- Lycaste bruncana Bogarín, 2007
- Lycaste campbellii C.Schweinf., 1949
- Lycaste chaconii (Archila) J.M.H.Shaw, 2014
- Lycaste cochleata Lindl., 1851
- Lycaste consobrina Rchb.f., 1852
- Lycaste crinita Lindl., 1844
- Lycaste cruenta (Lindl.) Lindl., 1843
- Lycaste deppei (G.Lodd. ex Lindl.) Lindl., 1843
- Lycaste dowiana Endrés ex Rchb.f., 1874
- Lycaste fuscina Oakeley, 2008
- Lycaste guatemalensis Archila, 1999
- Lycaste lasioglossa Rchb.f., 1872
- Lycaste leucantha (Klotzsch) Lindl., 1851
- Lycaste luminosa Oakeley, 1991
- Lycaste macrobulbon (Hook.) Lindl., 1851
- Lycaste macrophylla (Poepp. & Endl.) Lindl.,1842
- Lycaste measuresiana (B.S.Williams) Oakeley, 2007
- Lycaste occulta Oakeley, 2007
- Lycaste panamanensis (Fowlie) Archila, 2002
- Lycaste powellii Schltr., 1922
- Lycaste puntarenasensis (Fowlie) Archila, 2002
- Lycaste schilleriana Rchb.f., 1855
- Lycaste sebastianii Archila, 2011
- Lycaste suaveolens Summerh., 1931
- Lycaste tricolor Rchb.f. in W.G.Walpers, 1863
- Lycaste virginalis (Scheidw.) Linden, 1888
- Lycaste viridescens (Oakeley) Oakeley, 2007
- Lycaste xanthocheila (Fowlie) Archila, 2002
- Lycaste xytriophora Linden & Rchb.f. in W.W.Saunders, 1872
- Lycaste zacapensis Archila, 2010

Sono noti inoltre i seguenti ibridi:
- Lycaste × archilae (Chiron) J.M.H.Shaw, 2017
- Lycaste × cobani Oakeley, 2008
- Lycaste × daniloi Oakeley, 2008
- Lycaste × donadrianii Tinschert ex Oakeley, 2008
- Lycaste × groganii E.Cooper, 1931
- Lycaste × imschootiana L.Linden & Cogn., 1893
- Lycaste × lucianiana Van Imschoot & Cogn., 1883
- Lycaste × michelii Oakeley, 1993
- Lycaste × niesseniae Oakeley, 2007
- Lycaste × panchita Tinschert ex Oakeley, 2008
- Lycaste × sandrae Oakeley, 2008
- Lycaste × smeeana Rchb.f., 1883
- Lycaste × victoriarum (Archila & Chiron) J.M.H.Shaw, 2017